# Romain Gioux
Pour les articles homonymes, voir Gioux (homonymie).
Romain Gioux, né le 6 septembre 1986, à Nevers (Nièvre), est un coureur cycliste français.

## Biographie
Originaire de Nevers, Romain Gioux réside jusqu'en 1992 à Cours-les-Barres, avant de quitter cette ville pour des raisons professionnelles. Il commence le cyclisme à l'âge de huit ans au CC Varennes-Vauzelles, après avoir pratiqué divers sports comme le football, la natation ou l'athlétisme. 
En 2002, il est diagnostiqué d'un diabète de type 1, alors qu'il évolue en catégorie cadets (moins de 17 ans). Malgré ce diagnostic, il poursuit la compétition. Il court ensuite durant plusieurs saisons en première catégorie chez les amateurs, tout en exerçant son métier de chargé de communication. En 2013, il devient notamment champion du Limousin sur route à La Courtine.
Lors de la saison 2016, il est contacté par l'équipe Novo Nordisk, qui l'invite à rejoindre sa réserve. Il participe à l'East Bohemia Tour, où il fait bonne impression. Après cette course, il passe finalement professionnel en 2017 dans l'équipe première de Novo Nordisk, composée uniquement de coureurs atteints de sa maladie.

## Palmarès sur route
- 2011
  - 3e étape du Tour des Mauges
  - Prix de Fourchambault
  - 3e du Critérium des Deux Vallées
- 2012
  - Prix de Fourchambault
- 2013
  - Champion du Limousin sur route
- 2014
  - Prix de La Charité-sur-Loire
- 2016
  - Critérium de Brioude

## Palmarès en cyclo-cross
- 2014-2015
  - Champion de l'Indre de cyclo-cross